# Reinhard Pfriem

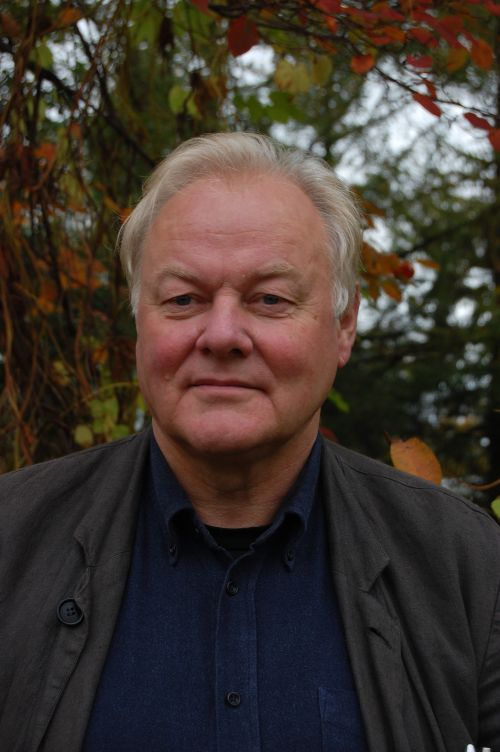
Reinhard Pfriem im Jahr 2011

Reinhard Pfriem (* 31. März 1949 in Wuppertal) ist ein deutscher Wirtschaftswissenschaftler.
Reinhard Pfriem studierte Politik und Philosophie und anschließend Wirtschaftswissenschaften an der FU Berlin und der Universität Bochum. Er promovierte in Betriebswirtschaft an der Bergischen Universität Wuppertal. Seine Habilitation erfolgte an der Universität St. Gallen bei Peter Ulrich. Er war Lehrbeauftragter für Betriebswirtschaftslehre an der Fachhochschule für Wirtschaft Berlin. Seit 1994 lehrte er als Professor für Unternehmensführung und betriebliche Umweltpolitik am Institut für Betriebswirtschaftslehre und Wirtschaftspädagogik an der Carl von Ossietzky Universität Oldenburg. Am 17. Januar 2017 wurde er offiziell in den Ruhestand verabschiedet.
Reinhard Pfriem ist Initiator (1985) und Mitbegründer des Institutes für ökologische Wirtschaftsforschung und war bis 1990 dessen Geschäftsführer. Auf dem Gebiet der ökologisch orientierten Unternehmensführung wurde er 1996 mit dem Umweltpreis des Bundesdeutschen Arbeitskreises für Umweltbewußtes Management (B.A.U.M.) ausgezeichnet. 1993 war er Gründungsgesellschafter der ecology and communication Unternehmensberatung GmbH, Oldenburg. Er war Vorsitzender des nachhaltigkeitsorientierten Unternehmensnetzwerks ONNO e. V. in Ostfriesland und Initiator der Spiekerooger Klimagespräche, die von 2009 bis 2016 jährlich auf der ostfriesischen Insel stattfanden.
Seine Forschungsschwerpunkte sind strategisches Management, nachhaltige Unternehmensstrategien, gesellschaftliche Verantwortung von Unternehmen und die (kulturalistische) Theorie der Unternehmung.

## Schriften (Auswahl)
- Die Neuerfindung des Unternehmertums. Solidarische Ökonomie, radikale Demokratie und kulturelle Evolution. Metropolis-Verlag, Marburg 2021, ISBN 978-3-7316-1450-0.
- Ökonomie als Gemengelage kultureller Praktiken (= Theorie der Unternehmung. Bd. 62). Metropolis-Verlag, Marburg 2016, ISBN 978-3-7316-1214-8.
- mit Marina Beermann und Hedda Schattke: Nachhaltige Ernährungsverantwortung. Eine Herausforderung für Konsumenten und Unternehmen (= Universität Oldenburg. Lehrstuhl für Allgemeine Betriebswirtschaftslehre, Unternehmensführung und Betriebliche Umweltpolitik. Schriftenreihe. Nr. 50). Universität Oldenburg – Lehrstuhl für Allgemeine Betriebswirtschaftslehre, Unternehmensführung und Betriebliche Umweltpolitik, Oldenburg 2012, ISBN 978-3-931974-58-9.
- Eine neue Theorie der Unternehmung für eine neue Gesellschaft (= Theorie der Unternehmung. Bd. 52). Metropolis-Verlag, Marburg 2011, ISBN 978-3-89518-886-2.
- Unsere mögliche Moral heißt kulturelle Bildung. Unternehmensethik für das 21. Jahrhundert (= Theorie der Unternehmung. Bd. 38). Metropolis-Verlag, Marburg 2007, ISBN 978-3-89518-600-4.
- Unternehmensstrategien. Ein kulturalistischer Zugang zum Strategischen Management (= Grundlagen der Wirtschaftswissenschaft. Bd. 12). Metropolis-Verlag, Marburg 2006, ISBN 3-89518-575-2 (2., überarbeitete und erweiterte Auflage. ebenda 2011, ISBN 978-3-89518-902-9).
- Heranführung an die Betriebswirtschaftslehre (= Grundlagen der Wirtschaftswissenschaft. Bd. 11). Metropolis-Verlag, Marburg 2004, ISBN 3-89518-486-1 (3., überarbeitete und erweiterte Auflage. ebenda 2011, ISBN 978-3-89518-895-4).
- Einstieg in den Ausstieg. Alternativen zur etablierten Wirtschaftspolitik. Econ-Verlag, Düsseldorf u. a. 1983, ISBN 3-430-17473-2.
- Betriebswirtschaftslehre in sozialer und ökologischer Dimension (= Campus Forschung. Bd. 342). Campus Verlag, Frankfurt am Main u. a. 1983, ISBN 3-593-33223-X (Zugleich: Wuppertal, Dissertation).